# Metabraxas regularis
Metabraxas regularis är en fjärilsart som beskrevs av W. Warren 1893. Metabraxas regularis ingår i släktet Metabraxas och familjen mätare. Inga underarter finns listade i Catalogue of Life.